# Hrabí
Hrabí – wieś, część gminy Bílá Lhota, położona w kraju ołomunieckim, w powiecie Ołomuniec, w Czechach.